# Metis (thần thoại)
Metis là nữ thần tượng trưng cho trí tuệ, vợ đầu của thần Zeus trong thần thoại Hy Lạp.
Khi thần Zeus yêu nàng, thần đã hỏi nàng cách lật đổ cha mình là Titan Cronus. Nàng đã đưa cho Zeus một chai rượu có chứa thuốc độc và nhờ mẹ của Zeus là nữ thần Rhea đưa hộ. Và khi Titan Cronus uống vào, thần đã phải nhả ra hết các đứa con của mình là Hades, Demeter, Hestia, Hera và Poseidon. Nhưng sau đó, thần Zeus đã vướng phải một lời tiên tri rằng nếu Metis sinh con trai, thì đứa con ấy sẽ lật đổ thần. Vì vậy thần Zeus đã biến thành con ếch và nữ thần Metis biến thành con ruồi để rồi nuốt nàng vào bụng. Tuy vậy Metis đã kịp có thai. Thời gian dần trôi qua, nữ thần Metis đã sinh một đứa con trong đầu thần Zeus khiến thần bị đau đầu dữ dội. Khi thần Hephaistos (thần thợ mộc) đến, thần đã gõ một nhát rìu lên đầu thần Zeus và cho ra đời nữ thần trí tuệ Athena.